# Museu de les Civilitzacions d'Europa i de la Mediterrània
El Museu de les Civilitzacions d'Europa i de la Mediterrània, originalment i en francès Musée des civilisations de l'Europe et de la Méditerranée (acrònim MUCEM) és un museu nacional francès ubicat a Marsella i inaugurat el 7 de juny de 2013 dins de les activitats de Marsella com a capital europea de la cultura.

## Descripció
El MUCEM neix a partir d'una relectura de les col·leccions de l'antic Museu d'Arts i Tradicions Populars creat a París l'any 1937 i de la voluntat de qüestionar les formulacions tradicionals dels museus d'etnografia. La seva nova ubicació a Marsella, vora el mar, determina la seva nova orientació conceptual vers la Mediterrània. Així, la seva exposició permanent, anomenada Galeria de la Mediterrània, analitza la interacció de les diverses civilitzacions de la Mediterrània al llarg de la història. Es basa en un enfocament interdisciplinari de la societat a través dels segles fins als nostres dies que en certa manera és deutor de les tesis de l'historiador Fernand Braudel.
El discurs museogràfic de la "Galeria de la Mediterrània" s'estructura al voltant de quatre grans eixos temàtics, considerats els quatre "fets de civilització" que defineixen l'especificitat del món mediterrani davant d'altres mons com l'asiàtic, l'americà o l'africà. Sónː el naixement de l'agricultura, l'origen de les religions monoteistes (explicat a partir de Jerusalem, ciutat santa per al judaisme, el cristianisme i l'Islam), el concepte de ciutadania i dels drets humans i finalment la Mediterrània com a punt de partida de les grans rutes marítimes intercontinentals.
Aquest discurs museogràfic s'articula a partir de materials de naturalesa molt diversaː material etnogràfic, objectes d'art, creacions artístiques contemporànies, fotografies, audiovisuals, maquetes tàctils per a invidents, etc.
A més d'aquesta exposició permanent el MUCEM també ofereix exposicions temporals i compta amb una mediateca. La integració de l'antic Fort de Sant Joan (des d'on es controlava l'entrada al port de Marsella) a l'itinerari de la visita permet conèixer aquest edifici històric,

## Edificis

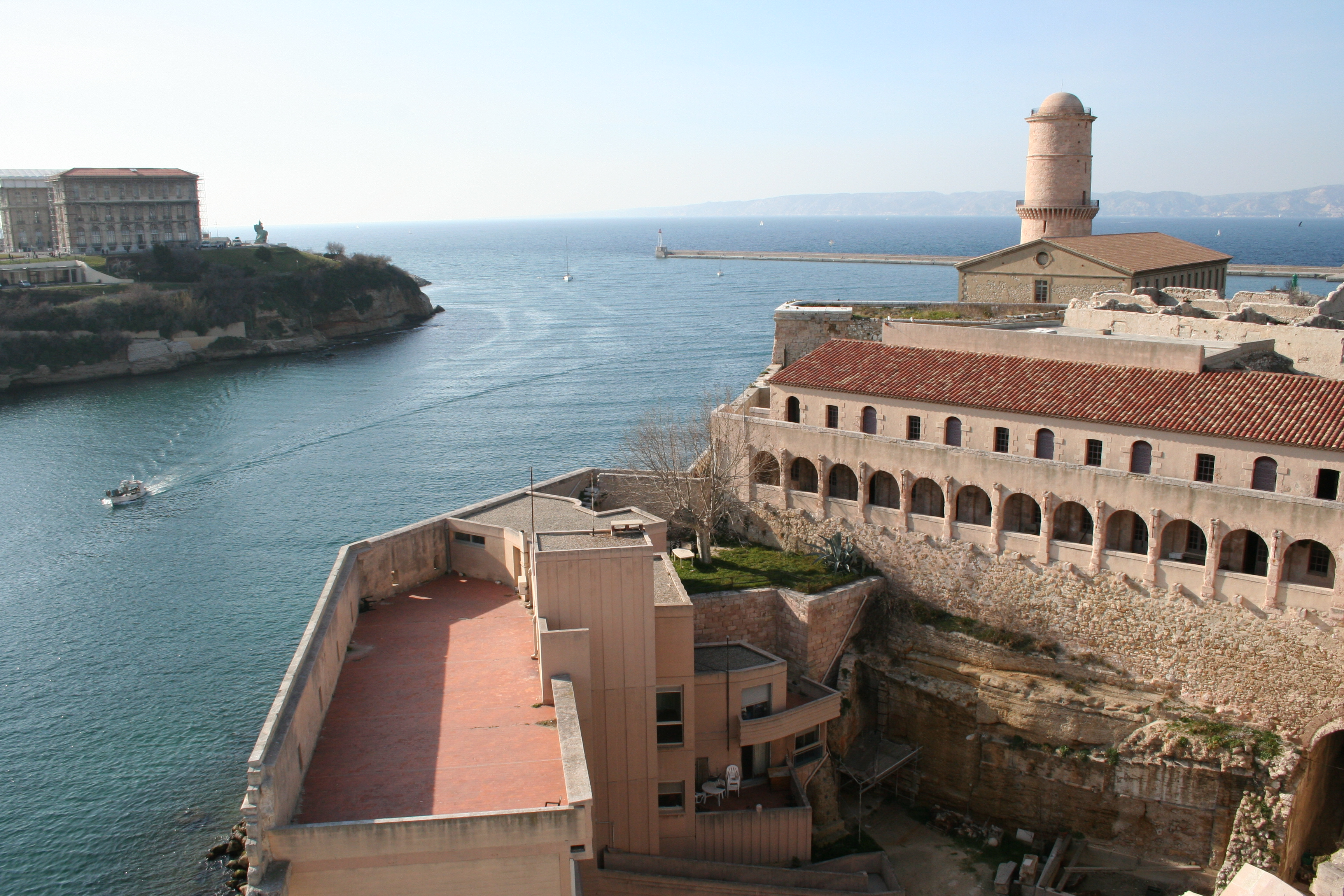
El Fort de Sant Joan, incorporat al MUCEM, domina l'entrada al vell port de Marsella

Així doncs, la visita al MUCEM s'articula al voltant de dos grans nuclis.
L'anomenat edifici J4, de construcció moderna segons projecte de l'arquitecte Rudy Ricciotti està construït sobre uns terrenys guanyats al mar a l'entrada del port de Marsella, recordant una ex terminal portuària anomenada J4. Consta de quatre nivells i té planta quadrada, de 72 metres per costat. Destaca pel seu tancament exterior, una mena de gelosia de formigó de color negre.
El museu construït amb la influència de la pedra, l'aigua i el vent ha sigut dissenyat per l'arquitecte Rudy Ricciotti en col·laboració amb l'arquitecte Roland Carta. És un cub de 15.000 metres quadrats, envoltat per una closca feta amb un entramat de formigó reforçat amb fibra, que alberga exposicions sobre dos nivells, amb un auditori subterrani de 400 seients.
Una atrevida passera elevada de 130 metres de llarg connecta el J4 amb el Fort de Sant Joan, que va ser rehabilitat i reestructurat com a part del projecte. La visita al Fort de Sant Joan permet gaudir d'esplèndides vistes sobre el port de Marsella, transitar per espais enjardinats amb flora mediterrània evocant la història de les migracions, conèixer les dependències i la història del Fort (per exemple, la torre del rei Renat) i visitar els espais expositius que porten el nom de Georges Henri Rivière.
Una altra passera uneix el Fort de Sant Joan amb l'Esplanada de la Tourette, prop de l'església de Sant Llorenç al barri del Panier de Marsella.

## Galeria de fotos

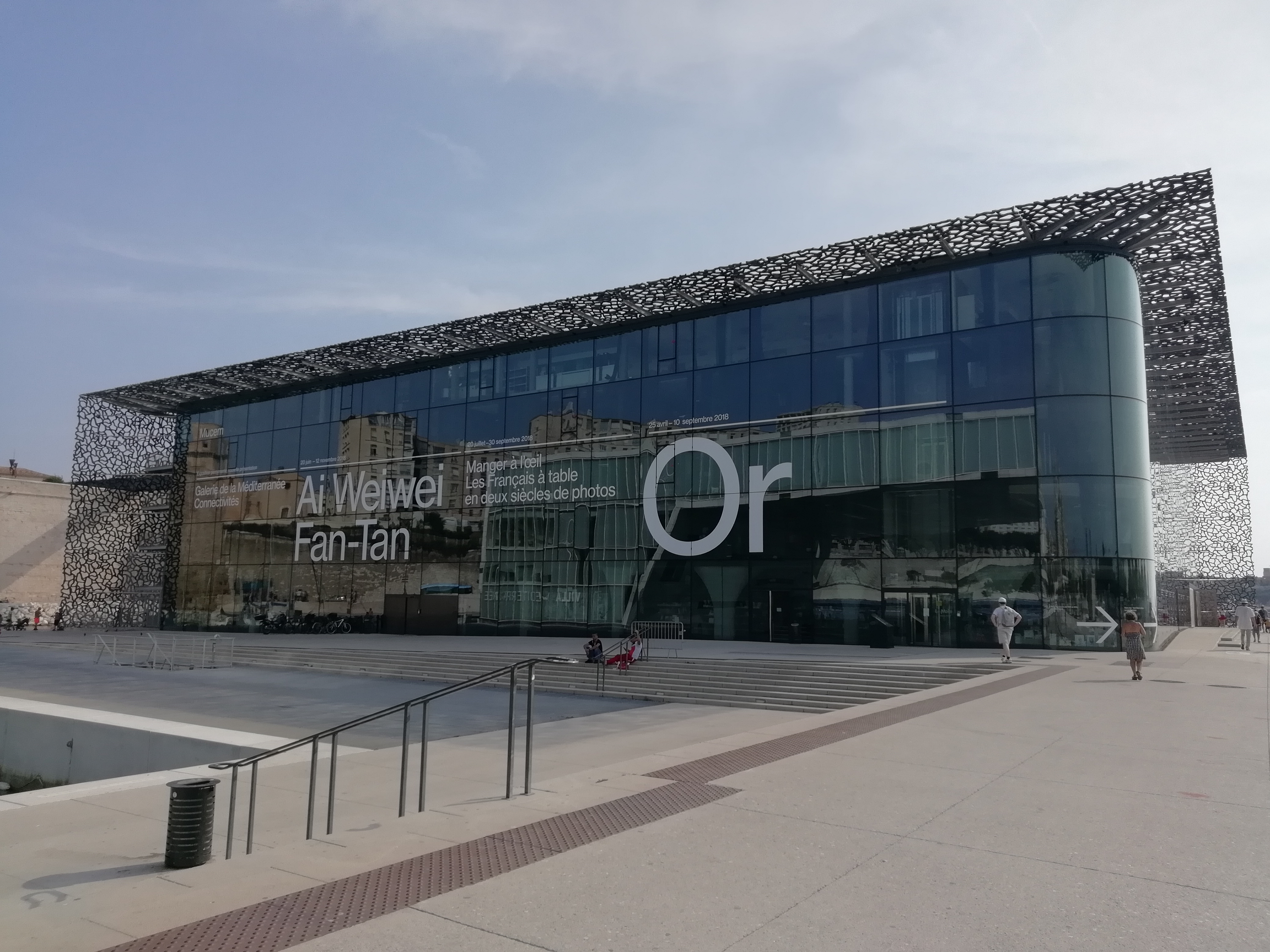
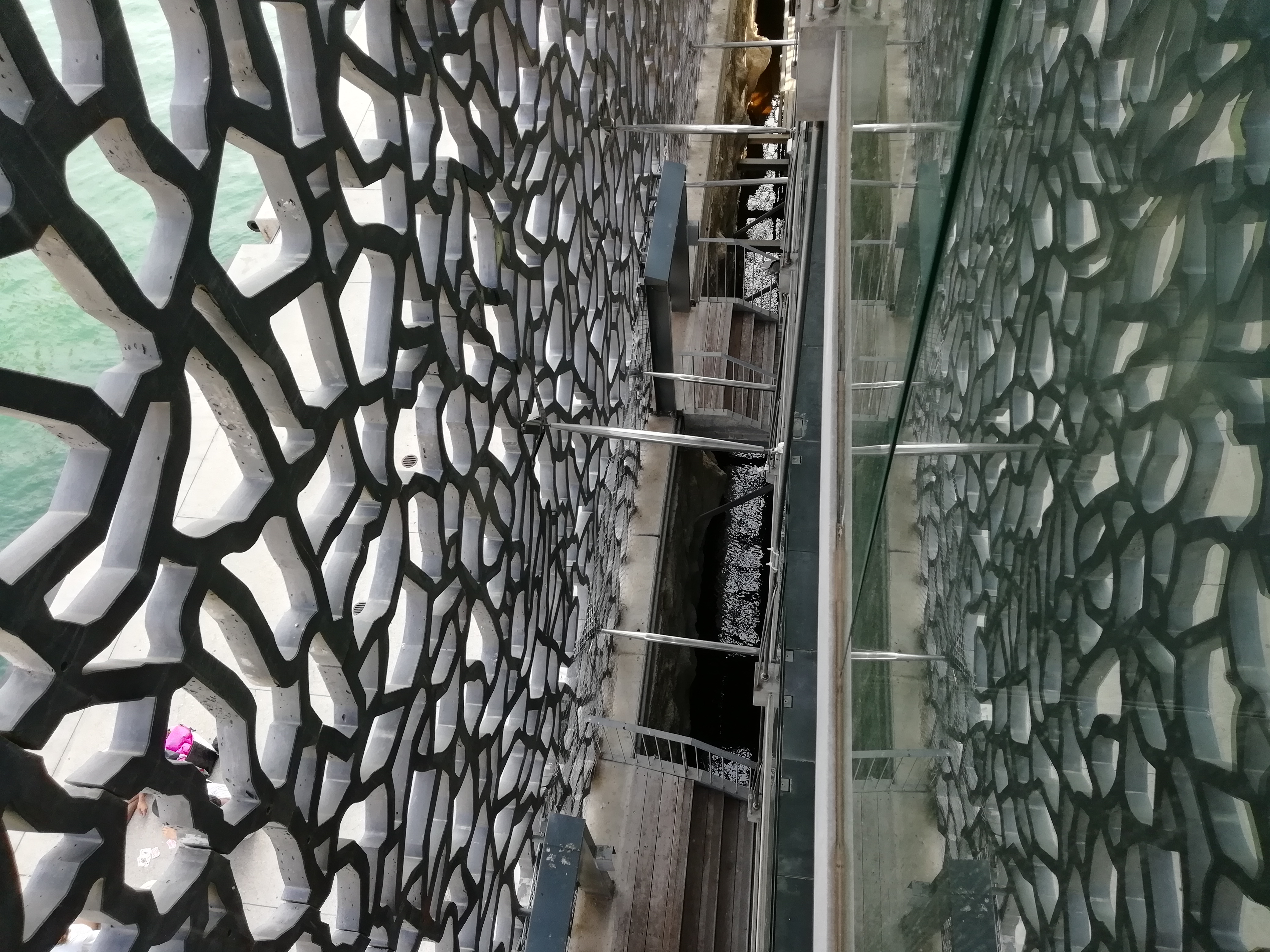
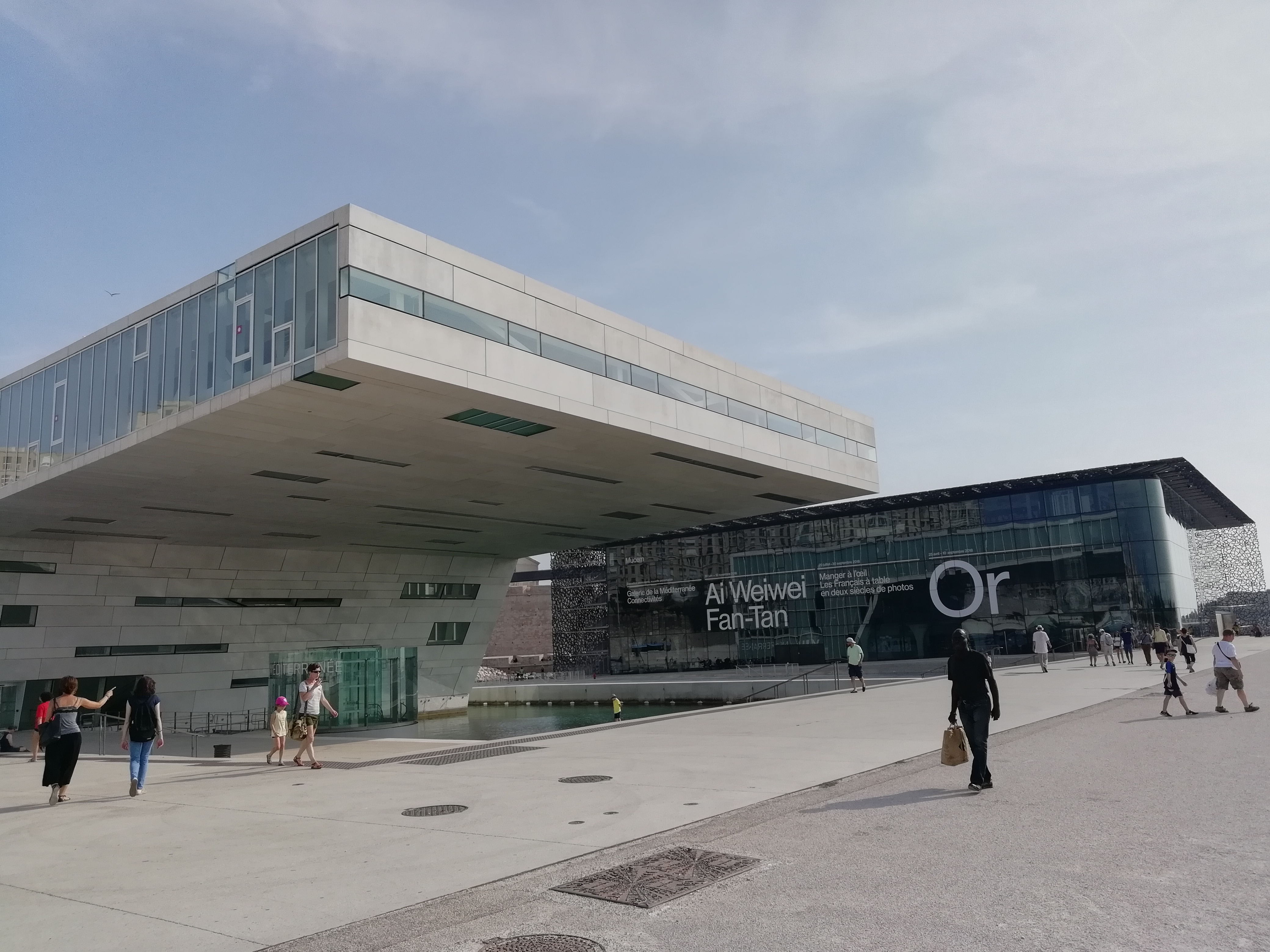